# Henryk Woliński (1901–1986)
Henryk Woliński ps. „Wacław”, „Zakrzewski” (ur. 1901, zm. 12 marca 1986) − członek polskiego podziemia w czasie II wojny światowej, żołnierz AK w randze pułkownika, Sprawiedliwy wśród Narodów Świata.

## Życiorys
Był prawnikiem, przed wojną pracował w Prokuratorii Generalnej w Warszawie i był członkiem Stronnictwa Demokratycznego. Jego żona była Żydówką, dzięki niej miał wielu przyjaciół wśród Żydów.
1 lutego 1942 został szefem nowo utworzonego Referatu Żydowskiego w Biurze Informacji i Propagandy AK. Utrzymywał kontakty z organizacjami podziemnymi działającymi na terenie polskich gett i opracowywał raporty na ten temat Rządowi Rzeczypospolitej Polskiej na uchodźstwie. Jeden z nich dotyczył eksterminacji ludności żydowskiej w obozie zagłady w Treblince. Był jednym z inicjatorów powstania Rady Pomocy Żydom (Żegoty).
W latach 1942−1943 udzielił w swoim mieszkaniu pomocy kilkorgu Żydom − uciekinierom z warszawskiego getta. Po powstaniu warszawskim wyszedł z miasta wraz z ludnością cywilną. Po wojnie zamieszkał w Katowicach.
W 1974 Instytut Jad Waszem nadał Henrykowi Wolińskiemu tytuł Sprawiedliwego wśród Narodów Świata.
14 kwietnia 2008 został pośmiertnie odznaczony przez prezydenta Lecha Kaczyńskiego Krzyżem Komandorskim Orderu Odrodzenia Polski.